# The Most Beautiful Moment in Life, Pt. 1
The Most Beautiful Moment in Life, Pt. 1 (auch HYYH Pt. 1, Hangeul: 화양연화 pt.1, Hanja: 花樣年華, revidierte Romanisierung: Hwayangyeonhwa pt.1) ist die dritte EP der südkoreanischen Boygroup BTS, welche am 29. April 2015 über Big Hit Entertainment erschien. Das Album enthält neun Lieder, darunter die Singles I NEED U und Dope (쩔어). Zwei verschiedene physische Versionen (weiß und pink) wurden veröffentlicht. HYYH Pt. 1 ist der erste Teil der The Most Beautiful Moment in Life-Trilogie.

## Hintergrund und Werbung
Die EP wurde am 6. April 2015 angekündigt. In der Pressemitteilung wurde bekannt gegeben, dass alle sieben Mitglieder der Gruppe am Songwriting Prozess beteiligt waren. Am 17. April erschien der animierte Comeback-Trailer 花樣年華 von Gruppenmitglied Suga. Am 19. April wurden die Konzept-Fotos der „Pink Version“ und zwei Tage später die der „White Version“ auf Twitter hochgeladen. Ein offizielles Album-Snippet wurde mit der Titelliste am 26. April veröffentlicht. Die zwei Songs „Boyz with Fun“ und „Converse High,“ waren bereits auf der Tour 2015 BTS Live Trilogy Episode I: BTS Begins in Seoul am 29. März dem Publikum vorgestellt worden. Die Konzept-Fotos für die zweite Single „Dope (쩔어)“ wurden am 14. Juni veröffentlicht.
Am 29. April gab es vor der Veröffentlichung der EP einen Live-Stream auf der V App unter dem Motto „BTS 'I NEED U, BTS ON AIR' OnAir“, in dem die Mitglieder den Release ihrer neuen EP feierten.

## Musikvideos
Das Musikvideo zu I NEED U erschien zeitgleich mit dem Album. Es stellte sich heraus, dass das ursprüngliche Video, welches mit der Altersfreigabe 19 gekennzeichnet war und die Jungs mit einer schwierigen Jugend zeigt, bearbeitet wurde, um die Freigabe von 19 auf 15 zu senken. Am 10. Mai erschien die originale uncut-Version mit einer längeren Spieldauer und Szenen, die mit Gewalt markiert sind.
Am 23. Juni veröffentlichte Big Hit Entertainment das Musikvideo zu „Dope (쩔어)“ auf YouTube. Jedes der Mitglieder ist verkleidet, um verschiedene Berufe zu repräsentieren, z. B. einen Polizisten oder Rennfahrer.

## Titelliste
Die Songwriter und Produzenten wurden aus dem CD-Booklet übernommen.
| Nr.          | Titel                                                      | Text                                                         | Musik                  | Länge |
| ------------ | ---------------------------------------------------------- | ------------------------------------------------------------ | ---------------------- | ----- |
| 1.           | Intro: 화양연화 (Intro: The Most Beautiful Moment in Life) | Slow Rabbit • SUGA                                           | Slow Rabbit            | 2:03  |
| 2.           | I Need U                                                   | Pdogg • „hitman“ bang • RM • SUGA • J-Hope • Brother Su      | Pdogg                  | 3:31  |
| 3.           | 잡아줘 (Hold Me Tight)                                     | Pdogg • Slow Rabbit • V • RM • SUGA • J-Hope                 | Slow Rabbit            | 4:35  |
| 4.           | 쩔어 (Dope)                                                | Pdogg • Gwis Bang Mang • „hitman“ bang • RM • SUGA • J-Hope  | Pdogg                  | 4:00  |
| 5.           | Skit: Expectation!                                         |                                                              | Pdogg • „hitman“ bang  | 2:27  |
| 6.           | 흥탄소년단 (Boyz with Fun)                                 | SUGA • Pdogg • „hitman“ bang • RM • J-Hope • Jin • Jimin • V | SUGA • Pdogg           | 4:04  |
| 7.           | Converse High                                              | Pdogg • Slow Rabbit • RM • SUGA • J-Hope                     | Pdogg • Slow Rabbit    | 3:29  |
| 8.           | 이사 (Moving On)                                           | Pdogg • RM • SUGA • J-Hope                                   | Pdogg                  | 4:52  |
| 9.           | "Outro: Love Is Not Over                                   | Jungkook • Slow Rabbit • Pdogg • Jin                         | Jungkook • Slow Rabbit | 2:23  |
| Gesamtlänge: | Gesamtlänge:                                               | Gesamtlänge:                                                 | Gesamtlänge:           | 31:30 |

## Kommerzieller Erfolg
Dope wurde zum ersten Musikvideo der Gruppe, das die 100 Millionen Marke erreichte. Somit waren BTS die erste Gruppe außerhalb der Big3 (SM, JYP und YG), die diesen Meilenstein erreichte.
Am 5. Mai 2015 wurde die Gruppe das erste Mal erster bei einer Musikshow, als sie mit I NEED U bei „The Show“ gewannen. Insgesamt erhielten sie fünf Trophäen mit dem Song. I NEED U debütierte auf Platz 5 der wöchentlichen Gaon Charts mit 93.790 Downloads und wurde insgesamt 850.000 mal runtergeladen.
The Most Beautiful Moment in Life, Pt. 1 debütierte auf Platz 2 und erreichte eine Woche später Platz eins der wöchentlichen GAON Album Charts. Im Mai 2015 erreichte die EP Platz 2 der monatlichen Album Charts. In China debütierte BTS auf Platz 1 der wöchentlichen Weibo Charts und konnte die Position zwei Wochen für sich behalten. Die EP debütierte auf Platz 24 der wöchentlichen und Platz 45 der monatlichen ORICON Charts in Japan.
The Most Beautiful Moment in Life, Pt. 1 war mit 203.664 verkauften Kopien das 6. meistverkaufte Album des Jahres in Korea.
Sechs Songs landeten auf Billboards World Digital Songs Charts: I NEED U (Platz 4), Dope (Platz 11), Hold Me Tight (Platz 12), Boyz With Fun (Platz 13), Converse High (Platz 15) und Outro: Love Is Not Over (Platz 25). Am 11. Juli erreichte Dope nach den Promotionen den dritten Platz der Charts. Die EP debütierte auf Platz 2 der Billboards World Digital Album Charts, Platz 6 der Heatseekers Charts und Platz 20 der Billboard Independent Albums Chart – der erste Charteinstieg der Gruppe.
Die EP landete als einziges koreanisches Werk auf Platz 24 der 27 Best Albums of 2015 So Far – eine von Kritikern erstellte Liste für Fuse.

## Chartplatzierungen

### Album
| ChartsChartplatzierungen | Höchstplatzierung | Wochen |
| ------------------------ | ----------------- | ------ |
| Japan (Oricon)           | 9 (6 Wo.)         | 6      |
| Südkorea (KMCA)          | 1 (407 Wo.)       | 407    |

| ChartsJahrescharts (2015) | Platzierung |
| ------------------------- | ----------- |
| Südkorea (KMCA)           | 6           |

| ChartsJahrescharts (2016) | Platzierung |
| ------------------------- | ----------- |
| Südkorea (KMCA)           | 25          |

| ChartsJahrescharts (2017) | Platzierung |
| ------------------------- | ----------- |
| Südkorea (KMCA)           | 60          |

| ChartsJahrescharts (2018) | Platzierung |
| ------------------------- | ----------- |
| Südkorea (KMCA)           | 59          |

| ChartsJahrescharts (2019) | Platzierung |
| ------------------------- | ----------- |
| Südkorea (KMCA)           | 69          |

| ChartsJahrescharts (2020) | Platzierung |
| ------------------------- | ----------- |
| Südkorea (KMCA)           | 99          |

| ChartsJahrescharts (2021) | Platzierung |
| ------------------------- | ----------- |
| Südkorea (KMCA)           | 78          |

### Singles
| Jahr | Titel       | Höchstplatzierung, Gesamtwochen, AuszeichnungChartplatzierungen (Jahr, Titel, , Platzierungen, Wochen, Auszeichnungen, Anmerkungen) | Höchstplatzierung, Gesamtwochen, AuszeichnungChartplatzierungen (Jahr, Titel, , Platzierungen, Wochen, Auszeichnungen, Anmerkungen) | Anmerkungen                          |
| Jahr | Titel       | KR | JP | Anmerkungen                          |
| ---- | ----------- | --- | --- | ------------------------------------ |
| 2015 | I Need U    | KR5 (13 Wo.)KR | JP3 (8 Wo.)JP | Erstveröffentlichung: 29. April 2015 |
| 2015 | Dope (쩔어) | KR44 (4 Wo.)KR | — | Erstveröffentlichung: 24. Juni 2015  |

## Auszeichnungen

### Preisverleihungen
| Jahr | Preisverleihung         |                                           | Preis             | Ergebnis  | Ref.   |
| ---- | ----------------------- | ----------------------------------------- | ----------------- | --------- | ------ |
| 2015 | Melon Music Awards      | I Need U                                  | Best Male Dance   | Gewonnen  | [ 31 ] |
| 2015 | Mnet Asian Music Awards | The Most Beautiful Moment In Life, Part 1 | Album of the Year | Nominiert | [ 32 ] |
| 2016 | Golden Disc Awards      | The Most Beautiful Moment In Life, Part 1 | Disk Bonsang      | Gewonnen  | [ 33 ] |

### Musik-Shows
I Need U
| Program       | Datum        |
| ------------- | ------------ |
| The Show      | 5. Mai 2015  |
| M Countdown   | 7. Mai 2015  |
| Music Bank    | 8. Mai 2015  |
| The Show      | 12. Mai 2015 |
| Show Champion | 13. Mai 2015 |